# Jingūbashi

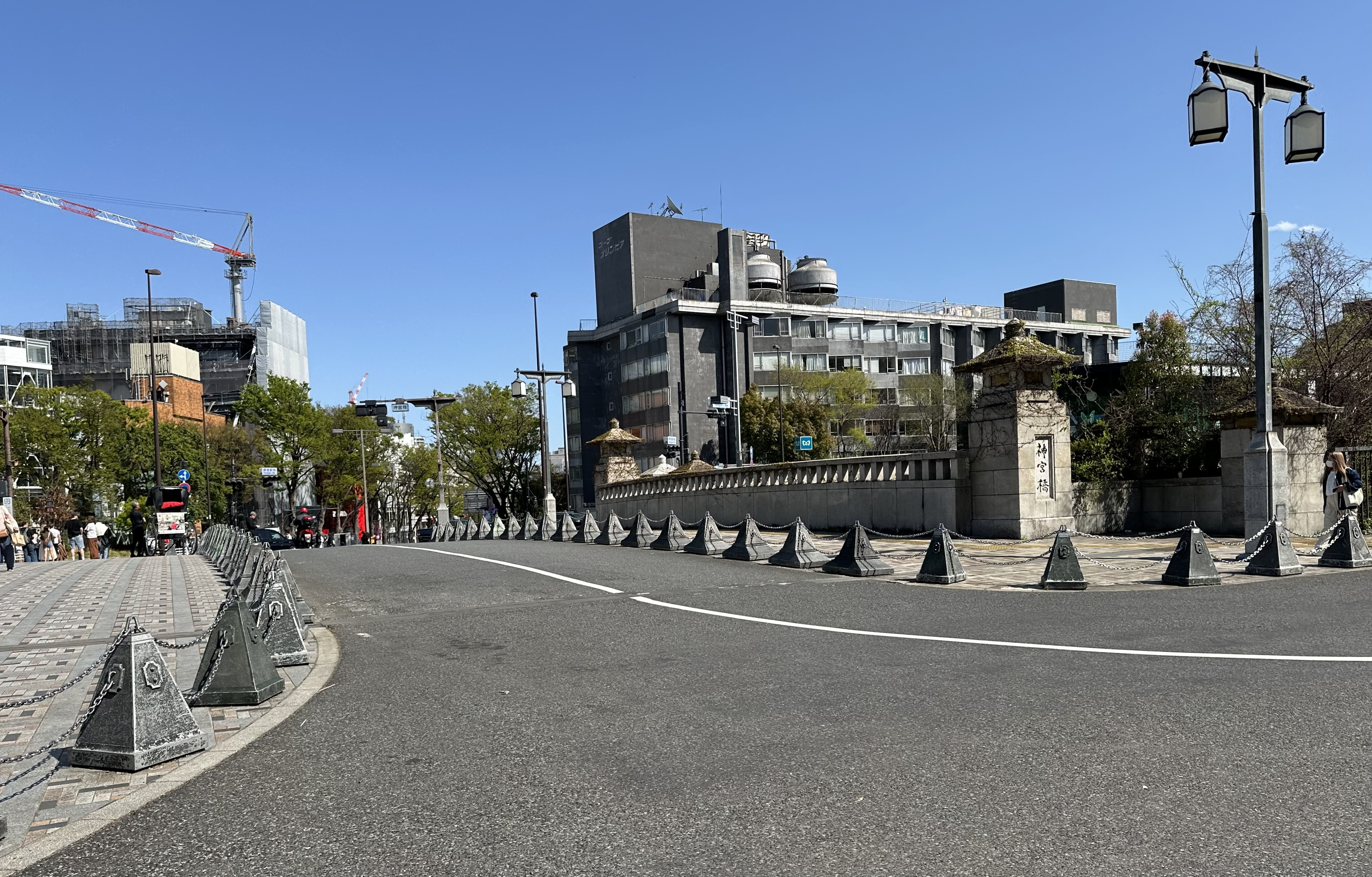
Jingūbashi, 2025

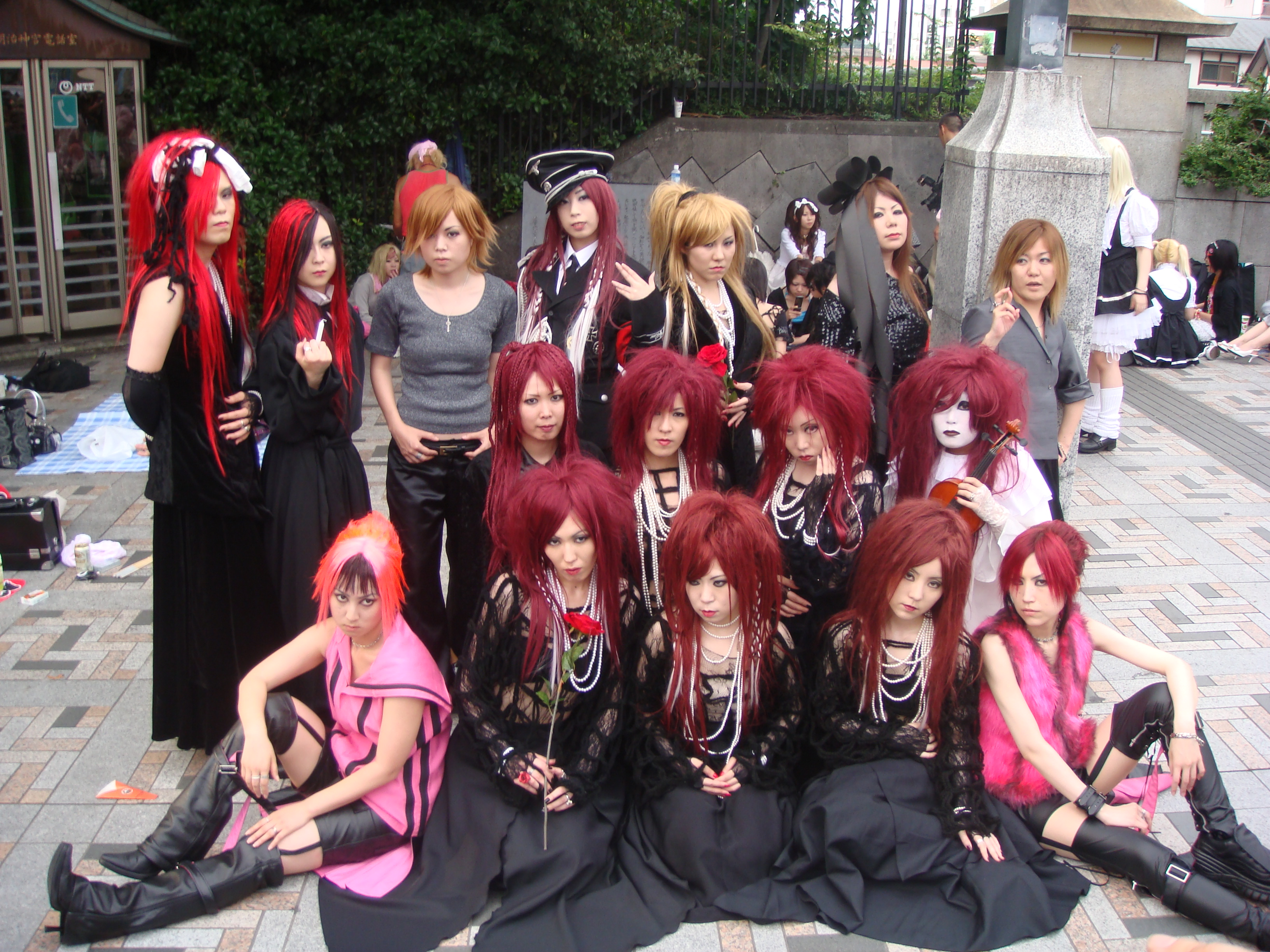
Cosplayer auf der Brücke, 2008

Jingūbashi (japanisch 神宮橋), auch Harajuku-Brücke, ist eine Brücke in Tokio in Japan.

## Lage
Die Brücke steht im Bezirk Shibuya und überquert etwas südlich des Bahnhofs Harajuku die Yamanote-Linie und führt zum am Westende der Brücke gelegenen südlichen Zugang zum Meiji-Schrein.

## Architektur und Geschichte
Die heutige Brücke wurde 1982 als Ersatzneubau für eine 60 Jahre alte Vorgängerbrücke errichtet. Sie hat eine Breite von etwa 30 Metern und ist auch für den Fahrzeugverkehr freigegeben. Es besteht jedoch ein breiter Fußgängerbereich.
Der Beiname Harajuku-Brücke ergibt sich aus dem Umstand, dass die Brücke zumindest ab den 1990er Jahren ein beliebter Treffpunkt japanischer Jugendlicher wurde, die zur Modeszene des Stadtteils Harajuku gehören. Die Anziehungskraft des Treffpunkts ließ in den 2000er Jahren wieder nach, noch heute treffen sich jedoch insbesondere sonntags Menschen in Cosplay- bzw. Lolita-Mode auf der Brücke.